# Яновка (река)
Яновка — река в России, протекает в Оренбургской области.

## География и гидрология
Яновка — левобережный приток реки Большой Кинель, её устье находится в 342 километрах от устья Большого Кинеля. Длина реки — 13 километров. Площадь водосборного бассейна — 52,5 км².

## Данные водного реестра
По данным государственного водного реестра России, Яновка относится к Нижневолжскому бассейновому округу, водохозяйственный участок реки — Большой Кинель от истока и до устья, без реки Кутулук от истока до Кутулукского гидроузла. Речной бассейн реки — Волга от верхнего Куйбышевского водохранилища до впадения в Каспий.
Код объекта в государственном водном реестре — 11010000812112100007756.